# Biskup koadjutor

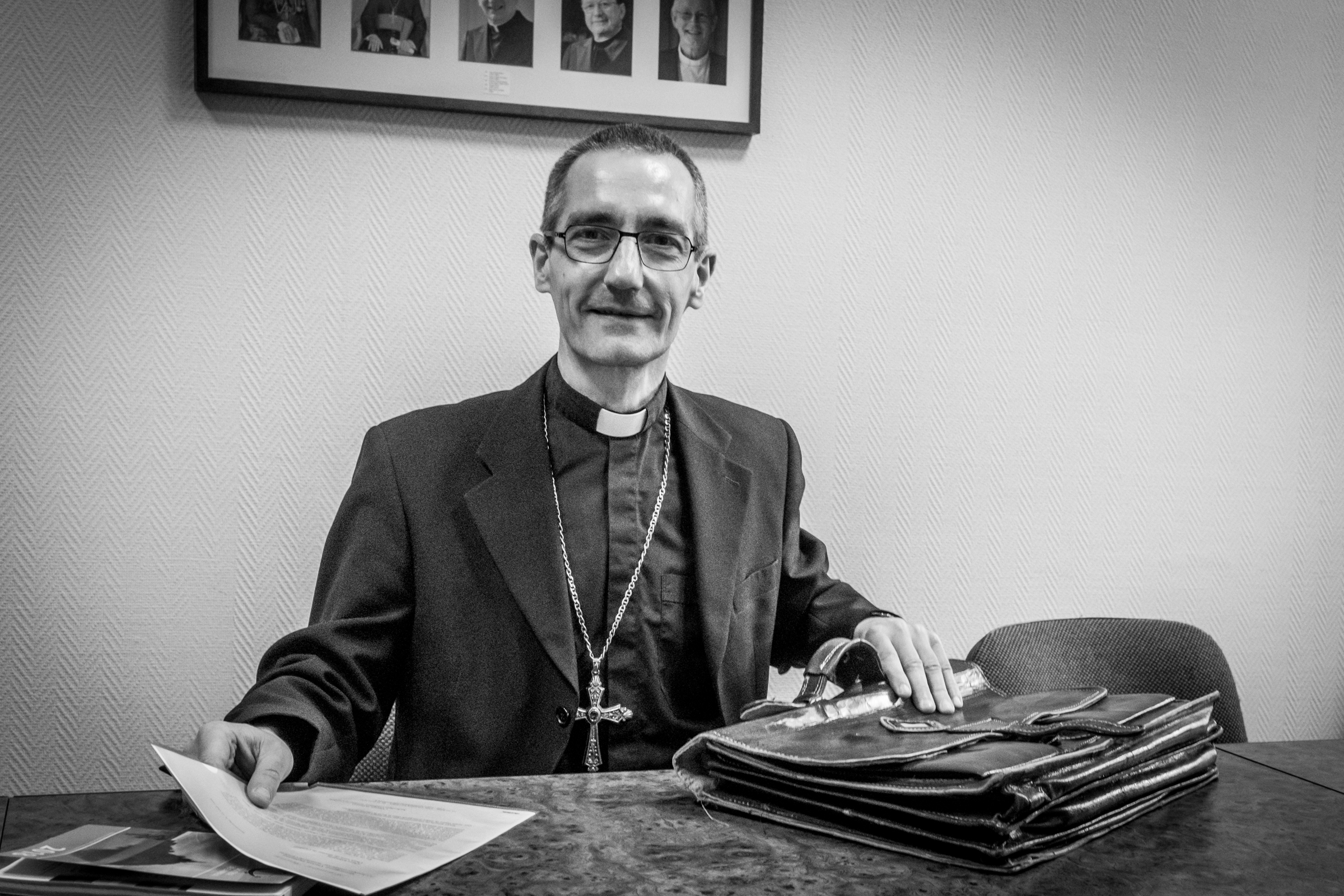
Arcibiskup-koadjutor Vincent Dollmann (v květnu 2018 byl přiřazen jako spolusprávce k nemocnému F. Garnierovi do Cambrai)

Biskup koadjutor (též biskup-koadjutor či biskup spolusprávce, u arcidiecéze arcibiskup koadjutor, relat. častou chybou je koadjuktor) je zvláštní druh pomocného biskupa v katolické a anglikánské církvi, který má automatické právo nástupnictví po sídelním biskupovi diecéze, ke kterému je jmenován.

## Katolická církev
V okamžiku, kdy biskup diecéze zemře nebo odstoupí, stává se biskup koadjutor sám sídelním biskupem. Příkladem může být emeritní biskup českobudějovický Jiří Paďour, jmenovaný v roce 2001 jako biskup koadjutor k biskupovi Antonínu Liškovi, který rezignoval v roce 2002).
Ve výjimečných případech může dojít k tomu, že jmenování biskupa koadjutora je spojeno s rozhodnutím, že zcela převezme administrativní správu diecéze. Zejména v dřívějších dobách se tak činilo tehdy, když sídelní biskup už nezvládal správu diecéze, ale Svatý stolec jej nechtěl nebo nemohl uvolnit. Příkladem je jmenování F. P. Kenricka biskupem-koadjutorem filadelfské diecéze poté, co více než osmdesátiletý a těžce nemocný biskup Conwell přestal zvládat správu diecéze a odbojné kněze.
Před rokem 1983 byli rozlišování (arci)biskupové koadjutoři s právem nástupnictví a bez něj, v současné době již je mají automaticky všichni.

## Anglikánská církev
V Anglikánské církvi je postavení koadjutora obdobné, jako v případě katolické církve. 
Specifickým případem je správa anglikánské komunity v České republice. Biskupem ordinářem pro anglikánské věřící je na základě smlouvy mezi církvemi starokatolický biskup Dušan Hejbal, jemuž je jako koadjutor přidělen anglikánský biskup sídlící v anglickém městě Crawley.